# Antonio Palocci
Antonio Palocci Filho GOMM (Ribeirão Preto, 4 de outubro de 1960) é um médico e ex-político brasileiro, foi membro fundador do Partido dos Trabalhadores, legenda na qual foi filiado até 2017. Ocupou o cargo de ministro da Fazenda no governo Lula até 27 de março de 2006, quando renunciou e foi substituído pelo então presidente do Banco Nacional de Desenvolvimento Econômico e Social (BNDES), Guido Mantega. Exerceu, desde 1º de janeiro até 7 de junho de 2011, o cargo de Ministro-chefe da Casa Civil do Brasil, escolhido pela Presidente Dilma Rousseff, quando pediu demissão por denúncias de improbidade administrativa, tendo sido, mais tarde, condenado.
Como servidor da Secretaria de Saúde do estado, criou o ambulatório de saúde do trabalhador. Também chefiou a diretoria regional da Agência Nacional de Vigilância Sanitária (Anvisa). Aos 28 anos, depois de ocupar cargos em associações de classe, sindicatos e na Central Única dos Trabalhadores (CUT), disputou seu primeiro cargo eletivo como vereador. Cogitou-se que ele seria o candidato do PT ao governo de São Paulo em 2010. No entanto, não se candidatou e foi coordenador da campanha de Dilma Rousseff.
Tornou-se réu em novembro de 2016, após o juiz federal Sergio Moro aceitar a denúncia do Ministério Público Federal no âmbito da Operação Lava Jato, sendo condenado em junho de 2017 a 12 anos de prisão. Desfiliou-se do PT, partido que ajudou a fundar, em setembro de 2017,  após negociar um acordo de colaboração premiada com o Ministério Público Federal, acordo este que não foi adiante. Em 2018, voltou a negociar acordo de colaboração, desta vez com a Polícia Federal, que foi homologado pelo Tribunal Regional Federal da 4ª Região (TRF4) em junho de 2018. Em 19 de fevereiro de 2025, o ministro Dias Toffoli do Supremo Tribunal Federal anulou todos os processos contra Palocci.

## Vida pessoal e formação acadêmica
É filho do artista plástico Antonio Palocci e de Antônia de Castro (Dona Toninha Palocci), que foi militante na década de 1980 da organização trotskista Convergência Socialista. Na juventude, militou em diversas correntes radicais de esquerda, destacando-se a sua participação na Libelu, corrente trotskista. Formou-se na Faculdade de Medicina de Ribeirão Preto da Universidade de São Paulo (FMRPUSP). Foi cofundador do Partido dos Trabalhadores e presidente do PT-São Paulo (1997-1998).

## Carreira política
Em 1988 foi eleito vereador de Ribeirão Preto. Em 1990 interrompeu o mandato para assumir o cargo de deputado estadual. Ficou apenas dois anos no cargo pois venceu a eleição para a prefeitura de Ribeirão Preto, em 1992.
Em 1995 recebeu pela Fundo das Nações Unidas para a Infância (Unicef) o prêmio "criança e paz", por destacar-se na defesa dos direitos da criança e do adolescente. Recebeu também, o prêmio Juscelino Kubitschek, em 1996, junto com a prefeitura de São Paulo pelo trabalho de apoio às micro e pequenas empresas. Novamente, em 2002, teve seu trabalho reconhecido pelo Serviço Brasileiro de Apoio às Micro e Pequenas Empresas (Sebrae) recebendo o prêmio Mário Covas. Em 2002, recebeu a homenagem de "Amigo do Livro" da Câmara Brasileira do Livro, por sua ação nesta área como prefeito (criou um programa que abriu 80 bibliotecas em Ribeirão Preto e aumentou o índice de leitura de 2 para 9,7 livros lidos por habitante/ano). Em 2004, recebeu pela segunda vez o diploma de Amigo do Livro, ao promover a desoneração fiscal do livro no Brasil.
Em 1998 foi eleito deputado federal deixando o cargo em 2000 depois de ser eleito novamente para a prefeitura de Ribeirão Preto, cargo do qual se licenciou em 2002 para se dedicar a campanha presidencial de Lula e depois para coordenar a equipe de transição governamental e assumir o cargo de Ministro da Fazenda, para o qual foi nomeado no ano seguinte.
Foi um dos ministros mais influentes do governo Lula e, segundo seus críticos, exageradamente austero para um político de esquerda. Outros políticos acusam Palocci de incoerência, pois quando deputado, era conhecido por fazer exigências supostamente incompatíveis com a economia do país - as mesmas exigências que, como ministro, passou a barrar sistematicamente que manteve o país economicamente estável. Em 2003, Palocci foi admitido pelo presidente Lula à Ordem do Mérito Militar no grau de Grande-Oficial especial.

O cargo de coordenador da campanha eleitoral de Lula, que Palocci exerceu em 2002, era antes ocupado pelo prefeito de Santo André, Celso Daniel, assassinado meses antes da eleição.
Em meados de 2009, um grupo do PT paulista sugeriu o nome de Palocci como alternativa ao de Dilma Rousseff para a presidência da República em 2010. Ele também foi ventilado para a disputa do Governo do Estado de São Paulo. Palocci teve papel de destaque na eleição para presidência da República de Dilma Rousseff, como membro da coordenação nacional da campanha, sendo citado como um dos principais ministros no governo Dilma.

### Ministro da Fazenda (2003 - 2006)

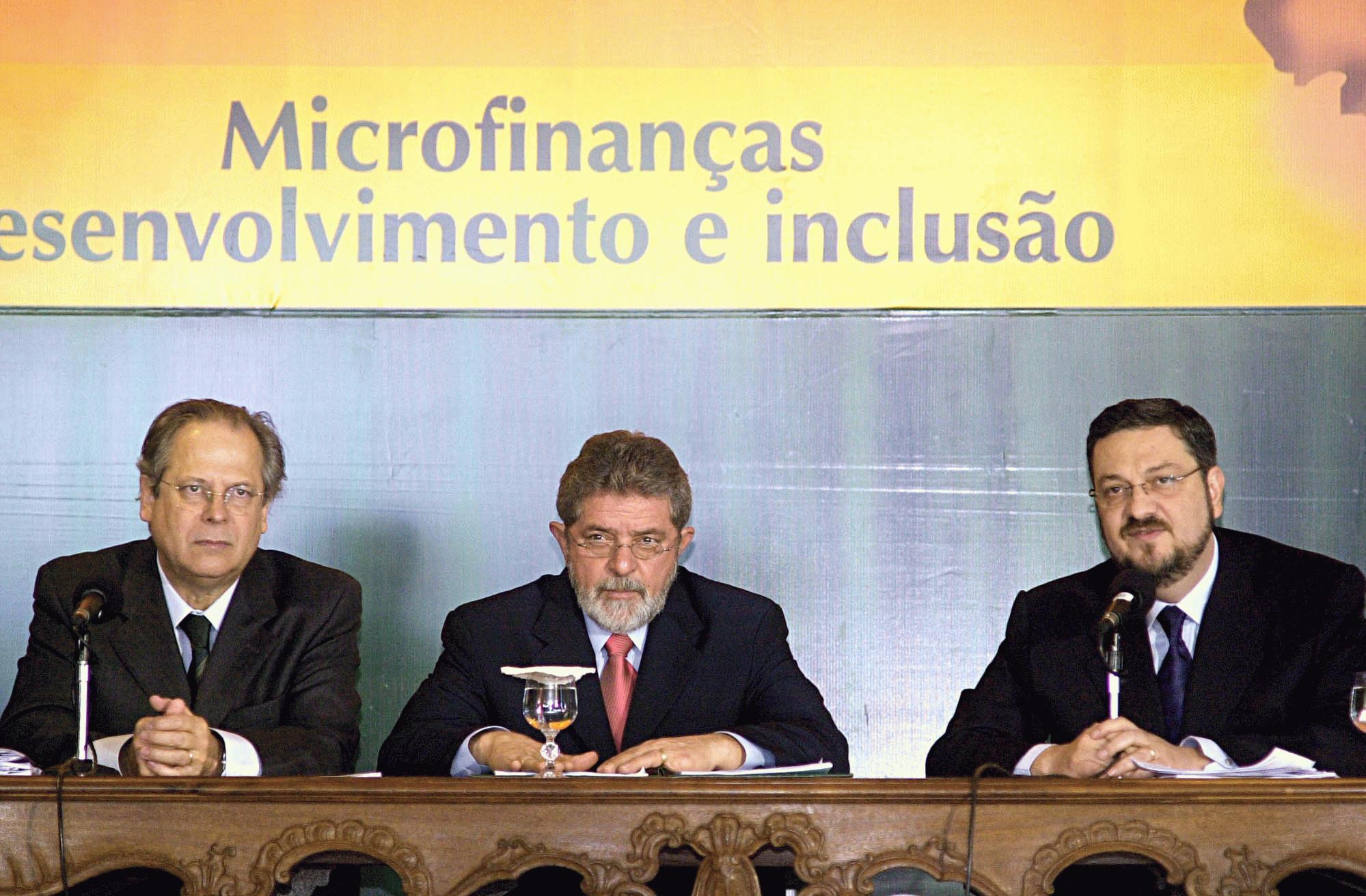
Dirceu, Lula e Palocci durante o lançamento do pacote de medidas de microcrédito em 2003

Após protagonizar a virada à moderação econômica durante a campanha de Lula para a eleição de 2002 com a divulgação da Carta de Ribeirão Preto, Palocci assumiu o ministério da Fazenda. Ainda durante a transição, se encontrou com o presidente do Banco Central Armínio Fraga, que lhe apresentou um documento, originalmente feito para a campanha de Ciro Gomes, chamado de "A Agenda Perdida", que defendia reformas estruturais microeconômicas por um ponto de vista economicamente ortodoxo para retomar o crescimento do Brasil. Palocci convidou para ser central em sua equipe econômica um dos autores da "Agenda Perdida", o economista Marcos Lisboa, que assumiu a Secretaria de Política Econômica.
A prioridade inicial de Palocci como ministro foi de restaurar a credibilidade do Brasil com os investidores, que temiam uma guinada ao radicalismo de esquerda por parte de Lula, e conter a alta da inflação. Para isso, arquitetou um forte ajuste nas contas públicas, aumentando a meta de superávit primário de 3,75% do PIB para 4,25%. A política de austeridade fiscal sofreu forte oposição interna dentro do Partido dos Trabalhadores. Em resposta aos críticos à esquerda, Palocci argumentava que a estabilidade fiscal era condição para o desenvolvimento social e que este não era preterido em favor dos cortes de gasto. Um assessor de Palocci resumiu como se viam da seguinte forma: "somos os ortodoxos do bem".
Além do ajuste fiscal, Palocci patrocinou uma agenda de reformas microeconômicas, com destaque à redução de barreiras no setor de crédito e à criação do crédito consignado, e de políticas sociais, como a formulação do Bolsa Família. Sobre este, ficou famoso o embate entre a economista ligada ao Partido dos Trabalhadores Maria da Conceição Tavares e o secretário de Política Econômica Marcos Lisboa, em que Tavares chama Lisboa de "débil mental".
O tempo de Palocci à frente do ministério não durou muito, contudo, visto que o ministro teve de renunciar ao seu cargo devido ao escândalo da quebra do sigilo bancário de Francenildo Santos, em 2006. O encontro entre a ortodoxia econômica e o Partido dos Trabalhadores ficou conhecido, desde então, como paloccismo.

#### Saída do ministério
Em 27 de março de 2006 Palocci renunciou ao cargo de ministro da Fazenda. Sua situação ficou insustentável a partir da quebra ilegal do sigilo bancário do caseiro Francenildo Santos Costa, testemunha de acusação contra Palocci no caso da casa do lobby, mansão alugada pela chamada "República de Ribeirão Preto" para servir de sede para reuniões de lobistas e encontros com prostitutas, conforme investigações da CPI dos Bingos. Francenildo declarou ter visto o então ministro frequentando a mansão para reuniões de lobistas acusados de interferir em negócios de seu interesse no governo Lula, para partilhar dinheiro além de abrigar festas animadas por garotas de programa. Seu depoimento na CPI foi cancelado por uma liminar expedida pelo STF, a pedido do senador Tião Viana (PT do Acre).
Após uma semana de desentendimentos, pressão do Congresso, dos meios de comunicação e da opinião pública, Lula alegou "quebra de confiança" e pediu o afastamento do seu mais importante ministro, último homem de sua estrita confiança que ainda permanecia no governo. Assumiu o cargo o presidente do BNDES, Guido Mantega.
Em maio de 2010, Palocci sofreu seis ações populares que atestam propaganda irregular em 2001 em sua segunda gestão na cidade de Ribeirão Preto. Após duas ações movidas pelo deputado federal Fernando Chiarelli, o juiz André Carlos de Oliveira, da 2ª Vara da Fazenda Pública de Ribeirão Preto, julgou o caso, que reuniu todas as sentenças, e condenou Palocci a devolver 413,2 mil reais aos cofres públicos, além de outros 500 mil reais de suplementação de verba gastos com empreiteiras, valores não corrigidos monetariamente, mas a defesa afirmou que recorrerá da sentença.

### Ministro-Chefe da Casa Civil (2011)
Palocci, membro e líder da equipe de transição, foi indicado para assumir o cargo de Ministro Chefe da Casa Civil da Presidência, cargo que assumiu em 1º de janeiro de 2011. No novo governo Palocci continua a ser acusado de novos escândalos, agora de enriquecimento ilícito. No dia 7 de junho de 2011 Palocci pediu demissão do cargo que ocupava no governo. Renunciou também ao cargo de conselheiro da Petrobras.

## Réu no STF e absolvição
Em 25 de fevereiro de 2008 a Procuradoria-Geral da República (PGR) denunciou Palocci ao Supremo Tribunal Federal (STF) por quebra de sigilo bancário no episódio envolvendo o caseiro Francenildo Costa. Também foram denunciados o ex-presidente da Caixa, Jorge Mattoso, o ex-assessor de imprensa de Palocci e jornalista da revista Época, Marcelo Netto.
Com essa denúncia, o deputado Palocci passou a réu na acusação de ter ordenado a quebra de sigilo bancário do caseiro ao Mattoso. Com isso, Palocci foi julgado pelo Supremo Tribunal Federal e correu o risco de perder seus direitos políticos e a possibilidade de candidatura a mandatos futuros. O julgamento no STF ocorreu em agosto de 2009 e Palocci foi inocentado.

## Operação Lava Jato
Em 2015, a Polícia Federal abriu um inquérito para investigar Antônio Palocci pelo recebimento de 2 milhões de reais para campanha de Dilma Rousseff do ano de 2010. A medida foi tomada por ordem do juiz federal Sergio Moro, que conduz a Operação Lava Jato em Curitiba.
Em março de 2016, o ex-senador Delcídio do Amaral acusou em delação premiada os ex-ministros Antonio Palocci, Erenice Guerra, e Silas Rondeau, de envolvimento num esquema de 45 milhões de reais.
Em abril de 2016, Monica Moura, mulher do publicitário João Santana, ambos presos na Lava Jato, disse em depoimento a procuradores da República de Brasília em tentativa de acordo de delação premiada que o ex-ministro da Casa Civil Antonio Palocci e o ex-tesoureiro petista João Vaccari Neto teriam desempenhado o mesmo papel nas últimas campanhas presidenciais. Os dois teriam indicado a ela executivos de empresas para contribuir em dinheiro. De acordo com a Monica são recursos que não passaram por contas oficiais do PT, sem serem declarados à Justiça Eleitoral. Em abril de 2018 fechou acordo de colaboração premiada com a Polícia Federal no âmbito da operação Lava Jato.

### Prisão
Em 26 de setembro de 2016 foi preso pela Polícia Federal do Brasil, a pedido desta e autorizada pelo juiz federal Sergio Moro, na 35ª fase da Lava Jato, batizada de "Omertà". Também foram presos seus ex-assessores Juscelino Dourado e Branislav Kontic, que atuavam como operadores e laranjas. Nesta mesma operação a Justiça Federal decretou o bloqueio de 128 milhões de reais em contas bancárias do ex-ministro, mas foram localizados aproximadamente R$ 61,7 milhões, sendo R$ 30 milhões da empresa Projeto Consultoria Empresarial Financeira, que pertence ao ex-ministro e os outros 31 milhões em contas de investimento.
Em 5 de outubro de 2016, o ministro Felix Fischer do Superior Tribunal de Justiça (STJ), negou liberdade ao ex-ministro Antonio Palocci, mantendo a decisão do juiz Sérgio Moro, de prisão preventiva.

### Condenação, delação e anulação de processo
Em 26 de junho de 2017 foi condenado pelo juiz Sérgio Moro a 12 anos de prisão. Em 29 de novembro de 2018, em decorrência de sua delação premiada que envolveu nomes como Lula e Dilma, passou a cumprir pena provisória em regime prisional semiaberto domiciliar.
Em 19 de fevereiro de 2025, o ministro Dias Toffoli, do Supremo Tribunal Federal (STF), anulou todos os processos contra Antonio Palocci, aplicando precedentes da Corte que reconheceram a parcialidade do ex-juiz Sergio Moro. No entanto, em 10 de março, o Procurador-Geral da República Paulo Gonet recorreu da decisão, argumentando que não houve prejuízos à defesa de Palocci que justificassem a anulação. Gonet destacou ainda que a Procuradoria-Geral da República não compactua com os excessos da Operação Lava Jato, mas defende a validade de provas obtidas de forma legítima.

## Desfiliação do PT
Em 26 de setembro de 2017, pediu por carta desfiliação ao partido do qual foi cofundador. Palocci disse ainda na carta que Lula sucumbiu ao pior da política. No mesmo dia, o PT aceitou o pedido de desfiliação.